# Skalar (Fisch)

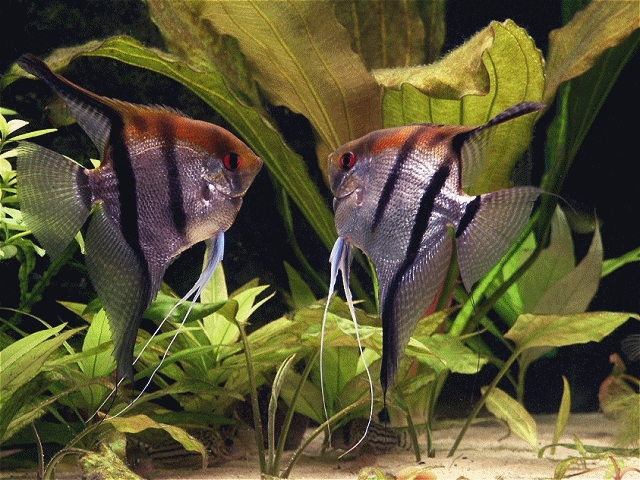
Zwei männliche Skalare

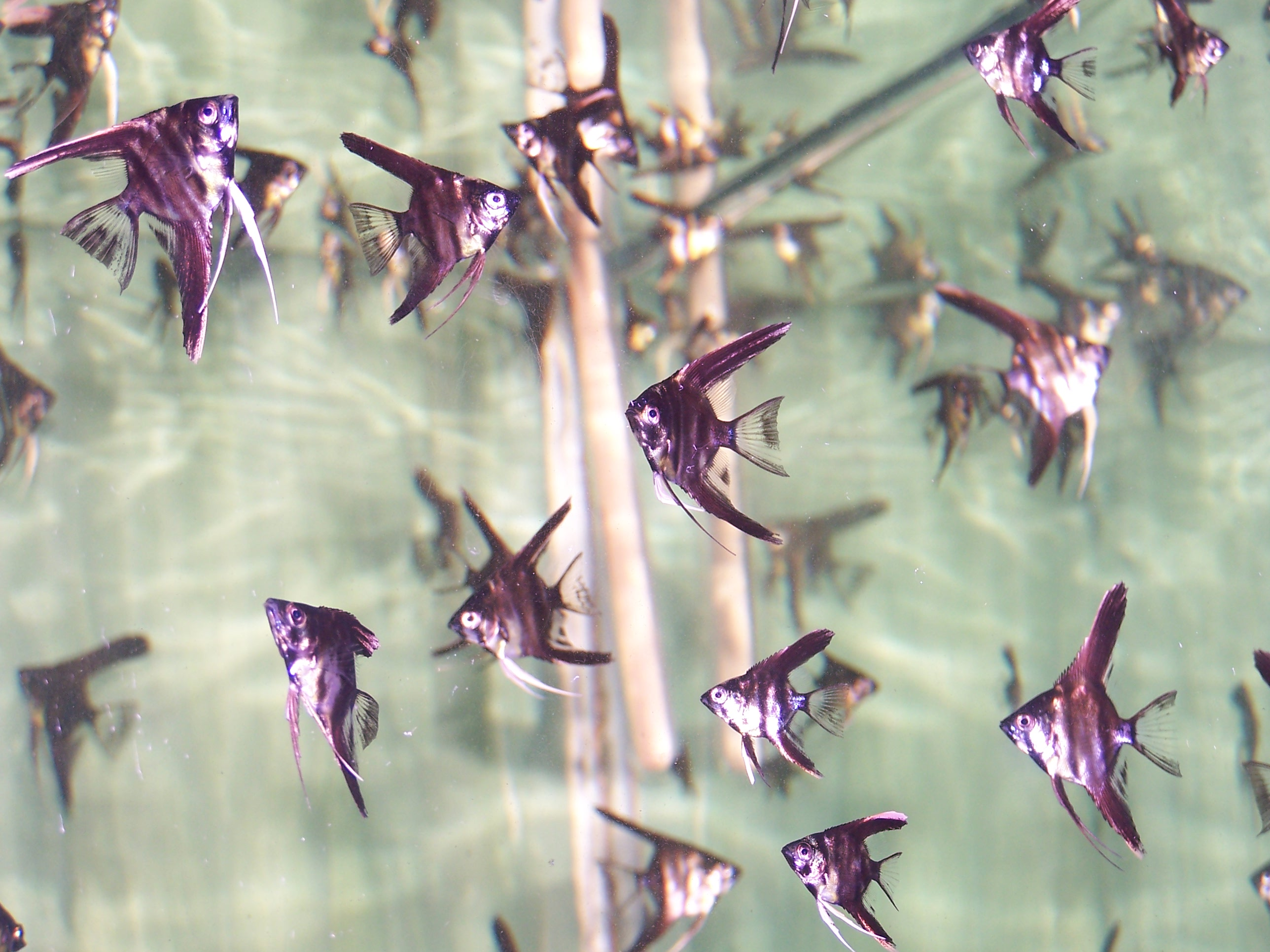
Jungtiere (Zuchtform Marmorskalar)

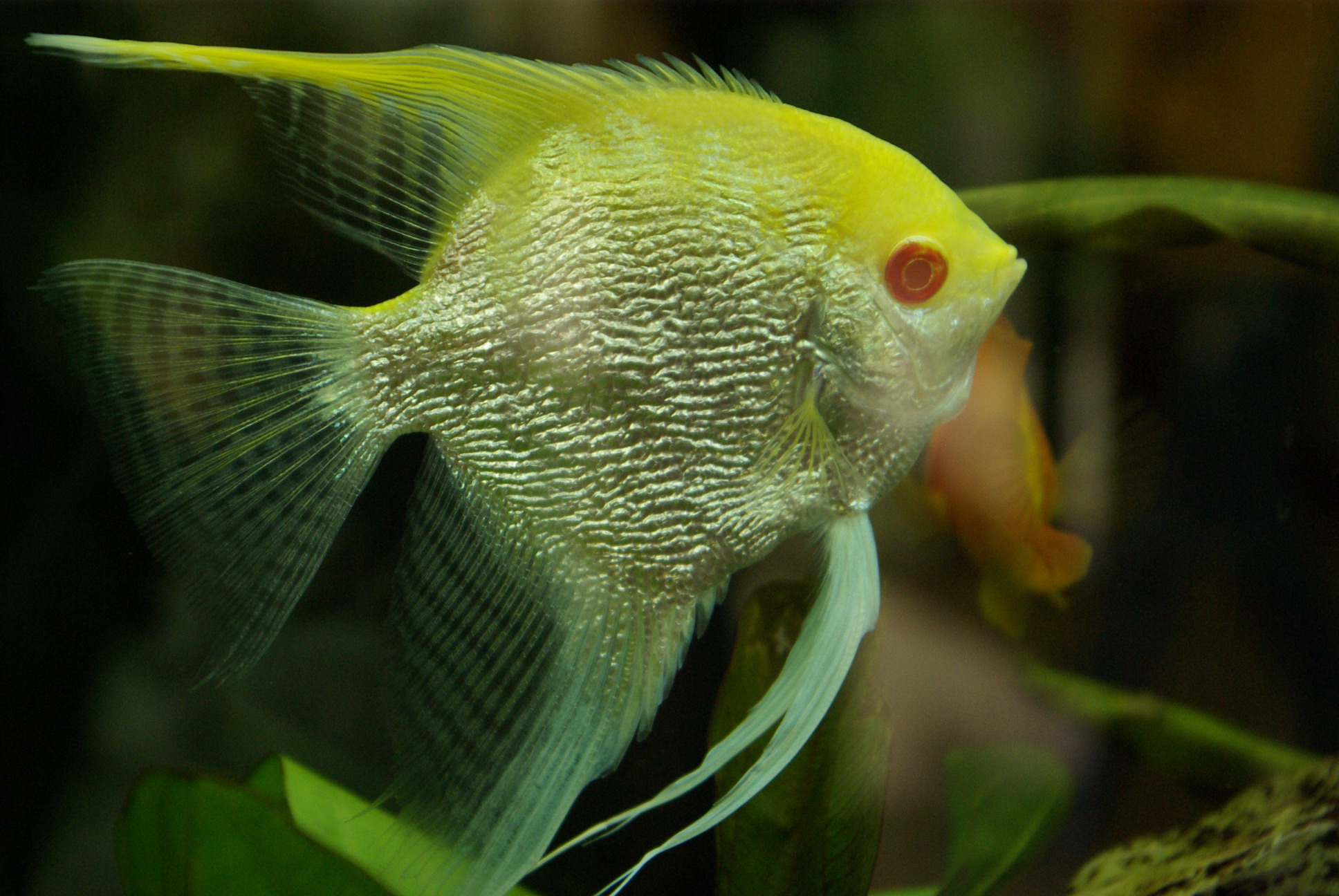
Xanthoristische Zuchtform

Der Skalar oder Segelflosser, Pterophyllum scalare (Schultze in Lichtenstein, 1823), ist ein Buntbarsch aus dem tropischen Südamerika.

## Vorkommen
Segelflosser – Pterophyllum scalare im eigentlichen Sinne – sind im Río Ucayali, im Solimões (peruanischer Amazonas), im Amazonenstromsystem Brasiliens, im Rio Negro (außer dessen Oberlauf), im Rio Branco, Rio Madeira, Rio Tapajós, Rio Xingu sowie in Guyana im Essequibo und Rio Araguaia sowie in Französisch-Guayana im Oyapock verbreitet. Es handelt sich um einen typischen Bewohner tropischer Regenwaldflüsse, der dort vorwiegend langsam fließende, ruhige Gewässerabschnitte, Uferbereiche und auch das Schwemmland besiedelt.

## Merkmale
Segelflosser verfügen über einen seitlich zusammengedrückt wirkenden Körper mit deutlich gebogener Rücken- und Bauchlinie. Rücken- und Afterflosse beginnen mit sehr kurzen und enden mit außergewöhnlich langen Flossenstrahlen, wodurch das namengebende stufenförmige Erscheinungsbild entsteht, das insgesamt betrachtet ein Dreieck bildet. Dieser Körperbau hat nicht nur Einfluss auf die Fortbewegung im Wasser. Auch die Gestalt und Anordnung der inneren Organe ist an die Leibesform angepasst.
Charakteristisch sind vier dunkle Vertikalbänder, deren vorderstes über das Auge und deren letztes entlang der Schwanzflossenwurzel verläuft. Zwischen dem zweiten und dritten Vertikalband, teilweise in die Rückenflosse hineinragend, befindet sich ein weiterer Vertikalstreifen. Je nach Herkunft der Fische endet er mehr oder weniger oberhalb der Seitenlinie und läuft von dort, schwach ausgeprägt, in die Bauchregion aus.
Segelflosser erreichen Gesamtlängen bis zu 15 Zentimeter und Gesamthöhen (Rückenflossen- zu Afterflossenspitze) bis zu 25 Zentimeter.
- Flossenformel: Dorsale XI-XIV/21-28, Anale V-VII/22-30.

## Ökologie
Kullander nennt stehende und langsam fließende Gewässer als Lebensraum, die dicht bewachsen oder pflanzenfrei sein können. Skalare werden in Weißwasser, Schwarzwasser und Klarwasser gefunden. Ladiges hat Segelflosser unter schwimmenden Grasinseln angetroffen. Im Essequibo fand er sie zwischen versunkenem Totholz und über mit Algen bewachsenen zerklüfteten Felsen.
Die Nahrung der Segelflosser besteht aus kleinen Weichtieren, Insekten, Insektenlarven und kleinen Fischen, die sie regelrecht bejagen.
Segelflosser leben in Verbänden. Zur Fortpflanzung bilden sich Paare, die ein Laichrevier besetzen und verteidigen. Es handelt sich um offenbrütende Substratlaicher, die ihre Nachkommen als Elternfamilie sehr lange und intensiv betreuen.

## Systematik
Der Segelflosser wurde 1823 von Schultze (in Lichtenstein) als Zeus scalaris wissenschaftlich erstbeschrieben und zwar nicht in einer wissenschaftlichen Schrift, sondern in einem Katalog, der dem Verkauf überzähliger Sammlungsstücke des Zoologischen Museums der Königlichen Universität zu Berlin diente. Durch Paepke & Schindler (2002) wurde nicht nur der tatsächliche Erstbeschreiber festgestellt (Schultze statt, wie bisher angenommen, Lichtenstein), sondern auch der Sammler, Friedrich Wilhelm Sieber, und die terra typica: unterer Amazonas bei Óbidos, einschließlich des Unterlaufs des Rio Tocantins bei Cameta.
Synonyme: Platax scalaris Cuvier in Cuvier & Vallenciennes, 1831, Plataxoides dumerilii Castelnau, 1855 und Pterophyllum eimekei Ahl, 1928.
Pterophyllum ist eine Zusammensetzung aus pteron = Flosse, Flügel, Segel und phyllum = Blatt. Der Artname, scalare, bedeutet stufenförmig und bezieht sich auf den Aufbau der Rückenflosse- und Afterflosse.
Im Augenblick besteht die Gattung Pterophyllum Heckel, 1840 aus drei validen Arten. Neben Pterophyllum scalare (sensu lato) aus dem klar von dieser Art (oder besser, diesem Artkomplex) abgrenzbaren Pterophyllum leopoldi (Gosse, 1963) und aus Pterophyllum altum Pellegrin, 1903, zu dem vermittelnde Zwischenformen bestehen. Hier sind weitere Differenzierungen zu erwarten, die Neubeschreibungen zur Folge haben werden.

## Bedeutung für den Menschen
Als Speisefische haben Segelflosser keine besondere Bedeutung. Aber sie sind seit ihrer Ersteinfuhr (1906 oder 1907, das genaue Datum ist nicht mehr feststellbar) sehr beliebte Aquarienfische. Es sind eine ganze Reihe von Zuchtformen in verschiedenen Farbschlägen und auch mit Schleierflossen entstanden.

## Aquaristik

### Haltung und Pflege
Skalare sollen in gut bepflanzten Becken gehalten werden, die jedoch genügend Schwimmraum freilassen. Ausgewachsene Tiere können kleinere Fische bis zur Größe von Neonfischen fressen. Gegenüber größeren Beifischen sind sie friedlich, die Art wühlt nicht.

### Rechtsvorschrift in Österreich
In Österreich sind die Mindestanforderungen zur Haltung von Fischen in der Verordnung 486 im §7 und deren Anlage 5 definiert. Siehe dazu auch den Wikipedia-Eintrag Zierfische.
Speziell für Skalare gilt zusätzlich: Die Tiere sollen zusammen mit anderen Fischen gehalten werden, damit sie ihr arttypisches Verhalten zeigen. Neben diesen anderen Fischen müssen mindestens fünf Tiere dieser Art gehalten werden. Außerdem sind folgende Grenzwerte einzuhalten:
|                                  | Wert          | Anmerkung                         |
| -------------------------------- | ------------- | --------------------------------- |
| Mindestgröße des Aquariums       | 100 × 40 × 50 | Länge × Breite × Höhe in [cm]     |
| Bereich für die Wassertemperatur | 24 – 30       | Grad Celsius [°C]                 |
| Bereich für die Wasserhärte      | 0 – 15        | Grad deutscher Gesamthärte [⁰dGH] |
| Bereich pH-Wert                  | 5,0 – 8,0     | Säuregrad                         |
| Maximalwert Nitrat               | 50            | [mg/l]                            |

Anmerkung: Zur Fortpflanzung dürfen die Tiere in kleineren Aquarien gehalten werden.